# Roman Aleksandrovič Vorob’ëv
Roman Aleksandrovič Vorob’ëv (in russo Роман Александрович Воробьёв?; Doneck, 17 settembre 1996 – Vodjane, 5 giugno 2023) è stato un militare russo, Eroe della Federazione Russa.
Nativo della regione del Donbass nella Repubblica dell'Ucraina, al momento della secessione del 2014 si arruolò nelle milizie separatiste del Doneck, combattendo con distinzione contro le forze regolari ucraine come ufficiale inferiore del famoso Battaglione d'assalto Somalia. Dopo l'inizio della guerra su larga scala tra Russia e Ucraina nel febbraio 2022 partecipò in prima linea ai combattimenti sempre con il Battaglione Somalia, distinguendosi soprattutto nella drammatica battaglia di Mariupol' della primavera 2022.
Promosso capitano, ricevette le più alte decorazioni al valore tra cui l’onorificenza di Eroe della Repubblica Popolare di Doneck, rimanendo in azione fino alla morte in combattimento il 5 giugno 2023 sul fronte di Pokrovs'k. Ricevette a pochi giorni dalla morte la decorazione suprema di Eroe della Federazione Russa alla memoria.